# Jüdischer Friedhof Weikersheim

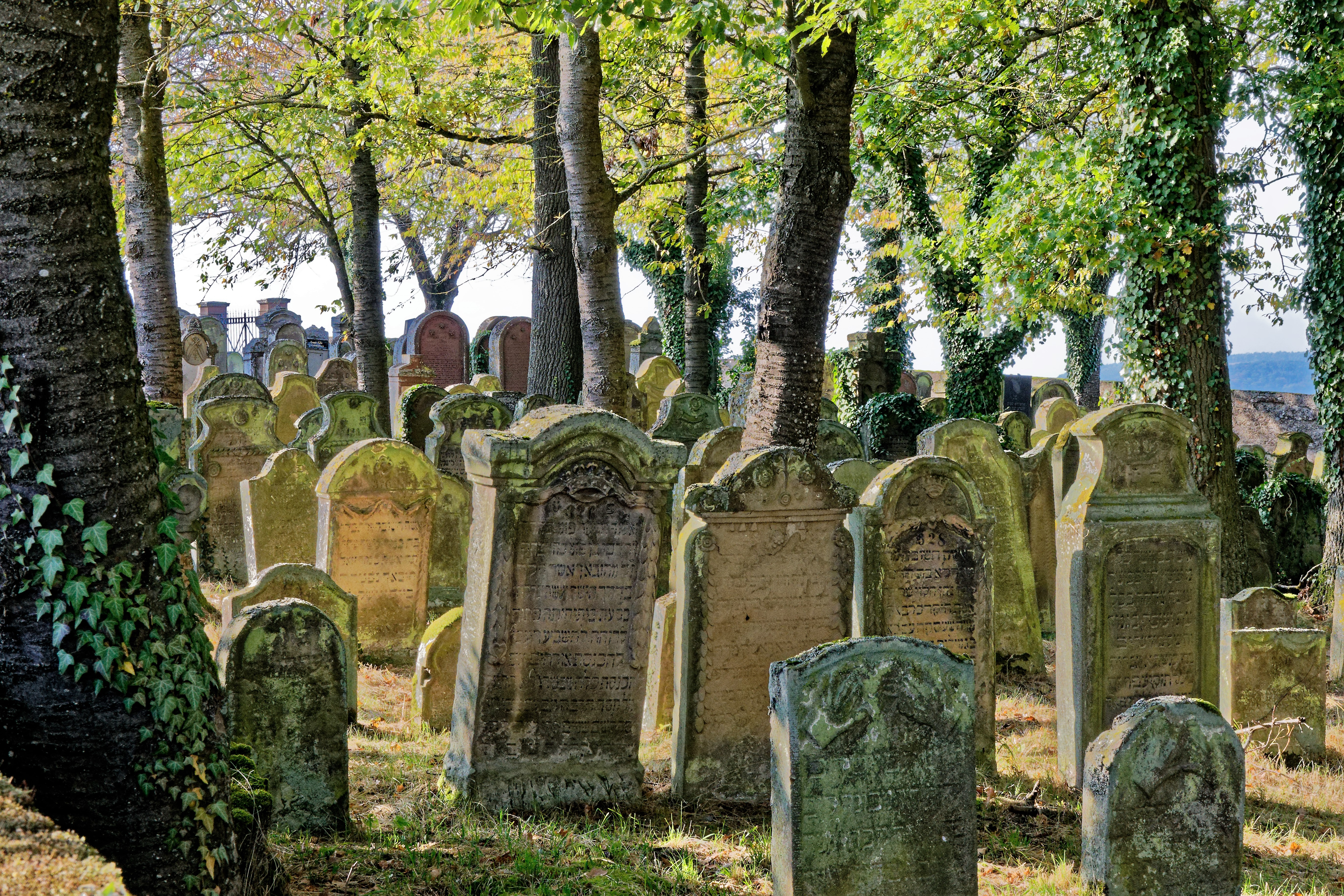
Jüdischer Friedhof in Weikersheim

Der Jüdische Friedhof Weikersheim liegt in Weikersheim, einer Stadt im Main-Tauber-Kreis im nördlichen Baden-Württemberg. Der jüdische Friedhof ist ein Kulturdenkmal der Stadt Weikersheim.

## Geschichte
Die Toten der jüdischen Gemeinde Weikersheim wurden zunächst auf dem jüdischen Friedhof Unterbalbach beigesetzt. Im Jahr 1730 wurde ein eigener Friedhof errichtet, der an der Straße nach Honsbronn im Gewann Stadelhof liegt. Der jüdische Friedhof wurde gemeinsam mit den Juden in Niederstetten und Laudenbach angelegt. Er hat eine  Fläche von 46,38 Ar und heute sind noch 607 Grabsteine vorhanden. Der älteste Grabstein ist von 1730, die letzte Bestattung fand 1941 statt.

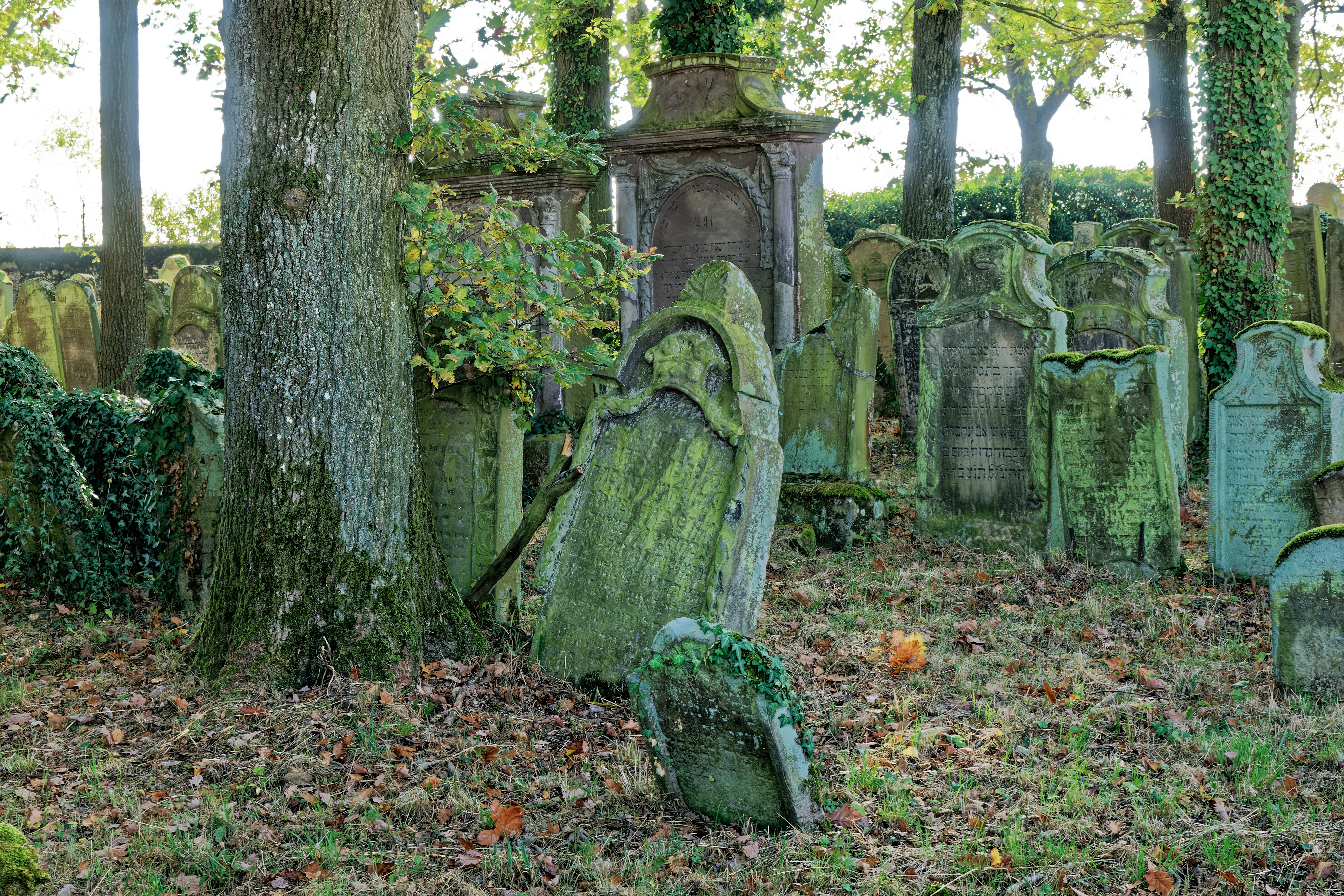
Grabsteine auf dem Jüdischen Friedhof Weikersheim.

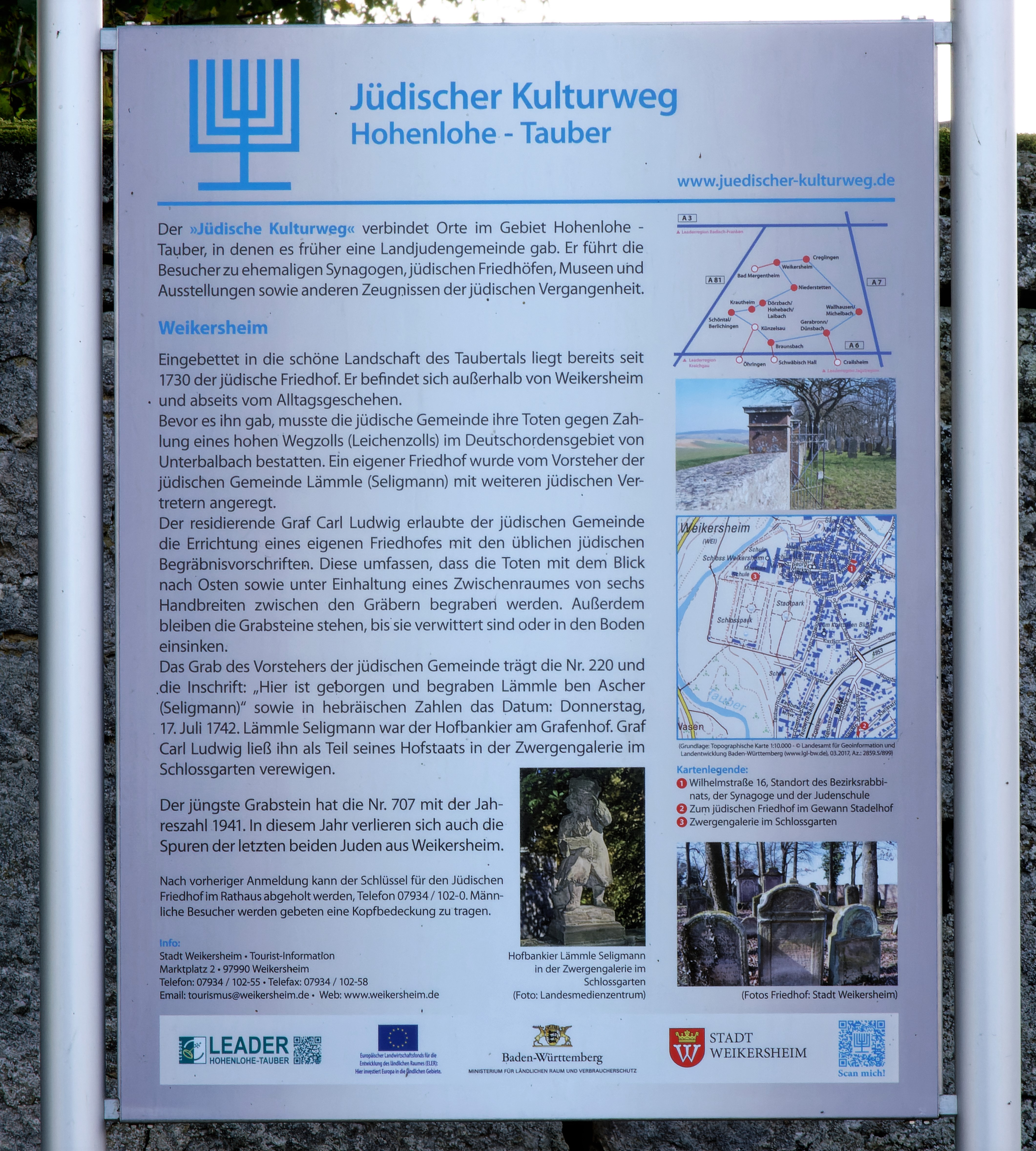
Informationstafel auf dem Jüdischen Friedhof Weikersheim.

Zeitweise haben auch jüdische Gemeinden des bayerischen Grenzgebiets wie z. B. Acholshausen, Bütthard, Gaukönigshofen und Tauberrettersheim den Friedhof mitbenutzt.
Im Jahr 1989 wurden vom Zentralarchiv zur Erforschung der Geschichte der Juden in Deutschland Fotos von allen Grabsteinen erstellt. Unter Verwendung dieser Fotos wurde 1999 eine Grunddokumentation des jüdischen Friedhofs durch das Landesamt für Denkmalpflege Baden-Württemberg erstellt.